# Paulette Coquatrix
Pour les articles homonymes, voir Coquatrix.
Paulette Coquatrix, née Clara Paulette Possicelsky le 28 avril 1916 dans le 9e arrondissement de Paris et morte le 28 mai 2018 aux Clérimois (Yonne), est une costumière française de théâtre et de cinéma.

## Biographie
Clara Paulette Possicelsky est la fille de Jacques Possicelsky, chirurgien-dentiste, et de Rébeca Renée Ossavesky.
Son frère ainé Jacques Possicelsky (dit Jacques Boris), né à Paris le 7 octobre 1910, est déporté de Drancy à Auschwitz, par le convoi no. 62, en date du 20 novembre 1943.
Elle épouse en premières noces José Mints, industriel, et divorce en 1946. En secondes noces, elle épouse Bruno Coquatrix le 6 janvier 1947. Au début des années 1950, elle est créatrice de costumes pour les spectacles de la Comédie-Caumartin, dirigée par Bruno Coquatrix à partir de 1952.
À la mort de celui-ci en 1979, elle hérite l'Olympia à parts égales avec sa fille Patricia. Elle en confie la direction générale à son neveu Jean-Michel Boris, entré dans l'entreprise en 1954.
Paulette Coquatrix vend la salle de spectacle au groupe Vivendi en août 2001. Sa fille Patricia assure la direction artistique de  l'Olympia jusqu'au mois de janvier 2002.
Elle meurt à l'âge de 102 ans le 28 mai 2018 aux Clérimois (Yonne),,, et elle est inhumée le 5 juin au cimetière du Père-Lachaise auprès de son époux. Sa fille Patricia, née en 1940, meurt le 7 janvier 2024 à Marrakech à l'âge de 83 ans.

### Décoration
- Chevalier de la Légion d'honneur, sur le portefeuille du ministère de la Culture (1997)[12]

## Filmographie
En tant que costumière :
- 1954 : Les Impures de Pierre Chevalier
- 1954 : Le Rouge et le Noir de Claude Autant-Lara
- 1954 : La Castiglione (La Contessa di Castiglione) de Georges Combret
- 1955 : Napoléon de Sacha Guitry
- 1955 : L'Affaire des poisons d'Henri Decoin
- 1955 : M'sieur la Caille d'André Pergament
- 1955 : Marguerite de la nuit de Claude Autant-Lara
- 1955 : L'Amant de lady Chatterley de Marc Allégret
- 1956 : C'est arrivé à Aden de Michel Boisrond
- 1956 : Baratin de Jean Stelli
- 1957 : Le Grand Bluff de Patrice Dally
- 1958 : Le Miroir à deux faces d'André Cayatte
- 1958 : Chéri, fais-moi peur de Jack Pinoteau
- 1958 : Tant d'amour perdu de Léo Joannon
- 1959 : Le Désordre et la Nuit de  Gilles Grangier
- 1959 : Le Chemin des écoliers de Michel Boisrond
- 1959 : Signé Arsène Lupin d'Yves Robert
- 1959 : Les Yeux de l'amour de Denys de La Patellière

## Théâtre
- 1953 : Mobilette, mise en scène de Jean-Marc Thibault
- 1955 : Un monsieur qui attend d'Emlyn Williams, mise en scène de Pierre Dux
- 1955 : L'Ami de la famille de Jacques Sommet, mise en scène de Bernard Blier

## Publications
- Les Coulisses de ma mémoire. Éditions Grasset, 1984  (ISBN 2246310717)
- Mes noces d'or avec l'Olympia, avec la collaboration de François Jouffa. Éditions du Castor Astral, 2001  (ISBN 2859204628)